# Клаустрофобична комедија (представа)
Клаустрофобична комедија је позоришна представа коју је написао Душан Ковачевић, а режирао Дарко Бајић.

## Извођење представе
Премијера представе је била 6. новембра 1987. године у Београду, у Звездара театру са глумцима: Данило Бата Стојковић, Данило Лазовић, Софија Жугић, Михаило Јанкетић, Жарко Радић, Јелисавета Саблић, Љубиша Николић, Вања Јанкетић... Представа је изведена 200 пута. Након тога 23. децембра 2015. године, поново је изведена премијера представе али са новом глумачком екипом.

## О представи
Клаустрофобичну комедију је написана пре тридесет година. Текст је изузетно инспиративна, препознатљиво ковачевићевска, апсурдна и опора трагикомедија сложене структуре. У комаду се преплићу три тога догађаја са низом литерарних референци, да ти на примеру Шекспировог Отела и Чеховљевог Галеба. У њему се сударају живот и позориште, при чему театар представља стварност, што се може разумети метафорички, да је позориште паметније од живота, и да се у њему могу наћи ублажења нагомиланих тескоба у стварности.